# Сигов, Пётр Ерофеевич
Пётр Ерофеевич Сигов (1843—1899) — русский предприниматель и общественный деятель, купец 2-й гильдии, пермский городской голова в 1885—1890 годах, почётный гражданин с 1893 года.

## Биография
Родился в семье крепостных графа Всеволожского. После отмены крепостного права вместе с братьями занимался перевозкой грузов по воде. Затем переехал в Пермь, стал подрядчиком торгово-промышленных предприятий. Жил в доме на Екатерининской улице (современный адрес — ул. Екатерининская, 60). Купил участок земли в Лёвшино и построил там пристань. В конце XIX века у него было несколько пристаней и 24 грузовых суда.
В Перми Сигов активно занимался общественной деятельностью. Был гласным Пермской городской думы. Занимал пост председателя Комитета по разбору и призрению нищих. В 1885—1890 годах был городским головой.
Скончался в Перми в 1899 году и похоронен на Егошихинском кладбище.

## Семья
- Вера Петровна четвертый  ребенок в семье (1874 — дата смерти неизвестна), вышла замуж за земского начальника Александра Любимова. В их семье было четверо детей: сын Сергей Любимов проживал в Свердловске, работал заместителем председателя исполкома Свердловского горсовета; сын Виктор погиб в Первую мировую войну; дочь Анна умерла в младенчестве; дочь Зинаида (1910–1955) похоронена на старом Егошихинском кладбище, в родовом захоронении Сиговых[3].

- Петр Петрович, пятый ребенок (1875–1937), окончил классическую гимназию, работал учителем в пермских школах. Всю жизнь он прожил со своей семьей в родительском доме. Его жена Вера Степановна Воскресенская родила трех детей: Зою, Вячеслава и Елену. В 1937 году Петр Петрович был обвинен в участии в контрреволюционной организации эсеров и расстрелян[3][4][5].
- Владимир Петрович, восьмой ребенок (1880–1935), получил образование в Кенигсберге. Стал инженером-строителем железных дорог, стал подрядчиком строительства железной дороги Петербург — Мурманск. Одна из станций Октябрьской железной дороги  носит название в честь семьи — Сиг. В 1920 году эмигрировал вместе с женой, Натальей Алексеевной Николаевой и сыном Всеволодом[3].
- Екатерина Петровна, десятый ребенок (1884–1930), проживала с матерью во флигеле, расположенном за родительским домом, работала учительницей в пермских школах[3].
- Александр Петрович, одиннадцатый ребенок (1886–1969), окончил университет в Риге, стал ученым-селекционером. Работал в Ленинграде во Всесоюзном институте растениеводства (ВИР) в качестве научного сотрудника отделения плодоводства. С 1944 года  в Крымском филиале Академии наук УССР в отделе ботаники. Вывел сорт яблок «сиговка». В 1954 г. был награжден орденом Трудового Красного Знамени. Похоронен в Симферополе. Потомков не имел, воспитал приемную дочь[3].
- Николай Петрович, двенадцатый ребенок (1888–1966), работал у старшего брата Владимира в Петербурге. Вернулся в Пермь. Жена Ольга Ивановна, два сына: Евгений (1918–1942) и Борис (1924 —?). Старший лейтенант Евгений Николаевич Сигов погиб на фронте[6]. Николай Петрович умер в доме престарелых в Кизеле[3].
- Мария Петровна, тринадцатый ребенок (1890–1979), по мужу Матисен, была одной из первых в России женщин — инженеров-химиков, прожила большую часть жизни в Ленинграде. Награждена орденом Ленина. Похоронена на Охтинском кладбище в Петербурге. Потомков нет[3].

Сейчас потомки Петра Ерофеевича Сигова живут в Санкт-Петербурге и во Франции.
Супруга Петра Ерофеевича, Любовь Прокопьевна (1853–1932)похоронена на старом Егошихинском кладбище в Перми.